# 瑞士市場指數
瑞士市場指數（Swiss Market Index）是瑞士的一個藍籌股股市指數，由該國市值和市場流動性最大的20家公司組成，佔據該國股票市場市值的80%。它於1988年6月30日建立，成分股每年重新評估一次。
2017年，為了解決該指數的三巨頭（雀巢、羅氏和諾華）長期佔據市值60%的問題，瑞士證券交易所重新調整了該指數的評估標準，調整後所有成分股所佔比重不得超過18%。